# Großsteingräber bei Vietlübbe
Die Großsteingräber bei Vietlübbe waren mehrere megalithische Grabanlagen der jungsteinzeitlichen Trichterbecherkultur unbekannter Zahl bei Vietlübbe, einem Ortsteil von Gehlsbach im Landkreis Ludwigslust-Parchim (Mecklenburg-Vorpommern). Sie wurden im 19. Jahrhundert zerstört. Ein Grab wurde 1804 von Friedrich Wilhelm Zinck untersucht; Johann Ritter untersuchte 1843–1847 vier Gräber.

## Lage
Grab 1 lag nach Ritter „auf dem vietlübber Felde, nahe an der Karbower und Sandkruger Scheide, wo der Acker sich nordwestwärts nach den Wiesen abdacht.“ Grab 2 lag 90 Schritt (knapp 70 m) westlich von Grab 1. Grab 3 befand sich auf dem Feld, „wo die Wege vom Sandkruge nach Retzow und von Vietlübbe nach Schlemmin sich kreuzen.“ Grab 4 lag zusammen mit mehreren weiteren Großsteingräbern nicht weit vom Weg nach Plau am See. In der Nähe der Gräber von Vietlübbe befand sich das Großsteingrab Karbow. Einige hundert Meter westlich von Grab 3 befand sich eine Gruppe vun neun Grabhügeln.

## Beschreibung

### Grab 1
Grab 1 besaß ein ost-westlich orientiertes rechteckiges Hünenbett mit einer Länge von über 100 Fuß (über 30 m) und einer Breite von 16 Fuß (ca. 4,8 m). Es besaß eine doppelte Umfassung, von der bei Ritters Untersuchung bereits viele Steine fehlten. Es ließen sich aber noch die vier parallel verlaufenden Langseiten ausmachen. Die Abstände zwischen den Reihen betrugen 5–7 Fuß (ca. 1,5–2,1 m). Etwa in der Mitte des Hünenbetts befand sich die Grabkammer, bei der es sich nach Ewald Schuldt um einen erweiterten Dolmen handelte. Sie bestand aus acht Wandsteinen und einem einzelnen großen Deckstein mit einer Länge von 8 Fuß (ca. 2,4 m). Der Deckstein war bereits vor Ritters Untersuchung gesprengt worden. Die Wandsteine waren 8 Fuß (ca. 2,4 m) hoch und steckten etwa zu einem Viertel in der Erde. Der anstehende Boden bestand aus Ton. Nachdem die Wandsteine von den Erbauern des Grabes in Gruben eingelassen worden waren, wurden die Hohlräume mit Sand aufgefüllt. Vor dem Westende der Kammer wurde in der sandigen Hügelschüttung des Hünenbetts auf dem anstehenden Boden ein Damm aus drei Lagen Rollsteinen gefunden.
Im Inneren der Kammer konnte Ritter weder ein Bodenpflaster noch Bestattungsreste oder Grabbeigaben feststellen. Vermutlich handelte es sich bei Grab 1 um die bereits 1804 von Zinck untersuchte Anlage. Er hatte damals nur einige Keramikscherben angetroffen.

### Grab 2
Grab 2 besaß eine etwa 4 Fuß (ca. 1,2 m) hohe Hügelschüttung und eine Grabkammer unbekannter Ausrichtung, bei der es sich nach Schuldt ebenfalls um einen erweiterten Dolmen gehandelt hat. Sie besaß sechs Wandsteine; der Deckstein war bereits vor Ritter Untersuchung entfernt worden. Die Kammer war 4 Fuß (ca. 1,2 m) lang und breit. Der Boden besaß ein Pflaster aus geglühtem Feuerstein. Bestattungsreste oder Grabbeigaben ließen sich nicht ausmachen.

### Grab 3
Grab 3 besaß eine 2,5 Fuß (ca. 0,8 m) hohe Hügelschüttung und eine nordost-südwestlich orientierte Grabkammer, bei der es sich nach Schuldt um einen Großdolmen gehandelt hat. Sie bestand aus acht Wandsteinen, von denen der südwestliche verschoben war. Es war noch ein Deckstein vorhanden, der verstürzt im Inneren der Kammer lag. Die Zwischenräume der Wandsteinen waren mit Trockenmauerwerk aus Sandsteinplatten ausgefüllt. Die Kammer hatte eine Länge von 12 Fuß (ca. 3,6 m) und eine Breite von 6 Fuß (ca. 1,8 m). Nach Entfernung des Decksteins und des nordöstlichen Abschlusssteins untersuchte Ritter das Innere der Kammer. Über dem anstehenden Boden stellte er eine Schicht aus geglühtem Feuerstein fest, die mit Asche und Holzkohle durchsetzt war. Darauf befand sich ein 6 Fuß (ca. 1,8 m) langer und 2 Fuß (ca. 0,6 m) breiter Steindamm, auf dem wiederum eine Schicht von geglühtem Feuerstein durchsetzt mit Asche und Holzkohle lag. Bestattungsreste ließen sich nicht ausmachen. Von den Grabbeigaben wurden lediglich zwei Keramikscherben gefunden, die an zwei Stellen, etwa 0,3 m oberhalb des Steindamms lagen.

### Grab 4
Grab 4 besaß eine 3 Fuß (ca. 0,9 m) hoche Hügelschüttung und eine nordost-südwestlich orientierte Grabkammer. Die Anzahl der Wandsteine ist nicht überliefert. Der Deckstein war bereits vor Ritters Untersuchung entfernt worden. Der genaue Grabtyp lässt sich nicht mehr bestimmen. Die Kammer hatte eine Länge von 6 Fuß (ca. 1,8 m) und eine Breite von 5 Fuß (ca. 1,5 m). Trockenmauerwerk wurde nicht festgestellt. Der Boden der Kammer besaß ein Pflaster aus weiß und rot geglühtem Feuerstein. Als einzige Grabbeigabe wurde im Süden der Kammer etwa 0,15 m über dem Bodenpflaster ein Hohlbeil aus Feuerstein gefunden.

### Lesefunde
1852 wurde bei einem halbzerstörten Großsteingrab bei Vietlübbe – welches ist unklar – eine kleine Axt aus Diorit gefunden und dem Verein für mecklenburgische Geschichte und Altertumskunde übereignet.